# Хауэлл, Бейли
Бе́йли Э. Ха́уэлл (англ. Bailey E. Howell; родился 20 января 1937 года в Мидлтоне, штат Теннесси) — американский профессиональный баскетболист, двукратный чемпион Национальной баскетбольной ассоциации в составе «Бостон Селтикс». Играл на позициях тяжёлого и лёгкого форварда. Член Зала славы баскетбола с 1997 года.

## Ранние годы и колледж
Ещё во время выступлений за «Миссисипи Стэйт Бульдогс» Бейли Хауэлл стал легендой студенческой команды, отыграв все три года и установил множество её рекордов, одиннадцать из которых до сих пор продолжает держать. Рекорды по очкам, подборам и штрафным броскам были установлены ещё до введения трёхочковой линии и ограничения времени на атаку одной команды. Бейли был знаменит своим исполнением «крюка», при том что он играл на позиции лёгкого форварда. Хауэлл стал, на тот момент, одним из семи игроков, которым удалось за студенческую карьеру набрать более 2000 очков и сделать более 1000 подборов, и только вторым, после Элджина Бэйлора, достигшим этого за три года. Его средние за 75 игр чемпионата 27,1 очка и 17 подборов и сегодня являются одним из высших достижений в студенческом спорте. Хауэлл является единственным выпускником университета штата Миссисипи, которого включили в Зал славы.

## Профессиональная карьера
На драфте 1959 года Бейли под общим вторым номером выбрали «Детройт Пистонс», которые в прошлом сезоне лишились своего многолетнего лидера Джорджа Ярдли. Хауэлл отыграл все 75 игр своего первого регулярного сезона и по его итогам, имея статистику в 17,8 очка и 10,5 подбора в среднем за игру, стал вторым по результативности после Джина Шу. Однако «Детройт Пистонс», как и в предыдущем сезоне не смогли пройти «Миннеаполис Лейкерс». В следующем сезоне Хауэлл становится лидером команды по набранным очка и сделанным подборам, а также впервые приглашается на Матч всех звёзд, где набирает 13 очков. В последующих трёх сезонах Хауэлл стабильно становится лидером команды по набранным очкам и делал в среднем более 10 подборов за игру. Но даже после территориального выбора будущей звезды НБА Дэйва Дебуше, который позже стал играющим тренером, команде лишь однажды удалось пройти первый раунд плей-офф.
В итоге «Детройт Пистонс» провернули большую сделку с «Балтимор Буллетс», обменяв Хауэлла, Дона Оля, Боба Ферри, Леса Хантера и Вали Джонса на Терри Дишингера, Рода Торна и Дона Коджиса. Для «Балтимора» трейд оказался успешным и они впервые в истории клуба вышли в серию плей-офф, а Бейли стал фундаментальным игроком команды вместе с Уолтом Беллами и Гасом Джонсоном. Однако уже после двух успешных сезонов в «Буллетс» игроком заинтересовались «Бостон Селтикс», в итоге обменявшие Хауэлла на Мела Каунтса.
В «Бостоне» Бейли выступал под наставничеством играющего тренера Билла Расселла, который заменил на этом посту Рэда Ауэрбаха. Хауэлл в первом же сезоне, сыграв все матчи, стал основным игроком «Селтикс», однако его 20 очков и 8,4 подбора (второй результат в команде после Расселла) в среднем за матч не помогли продолжить восьмилетнюю гегемонию команды из Бостона в лиге. Проигрыш в финале будущим чемпионам «Филадельфия-76» не сломал команду и в следующих двух сезонах она выигрывала заветный трофей.
В сезоне 1967/68 Бейли Хауэлл стал вторым, после Джона Хавличека по набраным очкам в «Бостоне» и, как оказалось, в решающей шестой игре финала НБА против «Лос-Анджелес Лейкерс» набрал 30 очков и получил свой первый чемпионский перстень НБА. В следующем сезоне баскетболист упрочил своё место в составе и во второй раз кряду выиграл с командой чемпионство в противостоянии с «Лейкерс». Однако в сезоне 1969/70 уже при новом тренере — ещё одной легенде команды Томе Хейнсоне Хауэлл уже проводил существенно меньше времени на площадке, итогом чего стало падение результативности. Сезон стал очень неудачным для «Селтикс», которые после завершения игровой и тренерской карьеры Расселла впервые за 20 лет закончили его с отрицательной разницей побед и поражений, и не пробились в плей-офф. Контракт с Хауэллом не был продолжен и он был выставлен на драфт расширения 1970 года. На нём Бейли выбирают «Баффало Брейвз», но потом обменивают его в «Филадельфия Севенти Сиксерс» на Боба Кауффмана и право выбора на драфте. Единственный сезон в «Филадельфии», где он также был одним из основных игроков клуба, стал последним профессиональной карьере Бейли Хауэлла.

## Наследие
7 февраля 2009 года № 52, принадлежавший Бейли Хауэллу во время выступлений за баскетбольную команду колледжа, был выведен из обращени и навечно закреплён за ним. Хауэлл стал первым игроком из всех студенческих команд университета штата Миссисипи, номер которого вывели из обращения.
В 2005 году основана награда Хауэлл Трофи (англ. Howell Trophy), которая названа в честь Бейли и вручаемая лучшему баскетболисту из студенческой команды со штата Миссисипи. Трофей вместе с Конерли Трофи (американский футбол) и Феррисс Трофи (бейсбол) входит в тройку ежегодных индивидуальных наград, вручение которых транслируется на всей территории штата. Помимо этого спортивный зал родной школы Хауэлла в Мидлтоне также носит его имя.
За свои заслуги в баскетболе в 1997 году Бейли Хауэлл был включён в Зал славы баскетбола.

## Статистика

### Статистика в НБА
| Сезон                                                                                    | Команда     | Регулярный сезон | Регулярный сезон | Регулярный сезон | Регулярный сезон | Регулярный сезон | Регулярный сезон | Регулярный сезон | Регулярный сезон | Регулярный сезон | Регулярный сезон | Регулярный сезон | Серия плей-офф | Серия плей-офф | Серия плей-офф | Серия плей-офф | Серия плей-офф | Серия плей-офф | Серия плей-офф | Серия плей-офф | Серия плей-офф | Серия плей-офф | Серия плей-офф |
| Сезон                                                                                    | Команда     | GP               | GS               | MPG              | FG%              | 3P%              | FT%              | RPG              | APG              | SPG              | BPG              | PPG              | GP             | GS             | MPG            | FG%            | 3P%            | FT%            | RPG            | APG            | SPG            | BPG            | PPG            |
| ---------------------------------------------------------------------------------------- | ----------- | ---------------- | ---------------- | ---------------- | ---------------- | ---------------- | ---------------- | ---------------- | ---------------- | ---------------- | ---------------- | ---------------- | -------------- | -------------- | -------------- | -------------- | -------------- | -------------- | -------------- | -------------- | -------------- | -------------- | -------------- |
| 1959/60                                                                                  | Детройт     | 75               |                  | 31,3             | 45,6             |                  | 73,9             | 10,5             | 0,8              |                  |                  | 17,8             | 2              |                | 36,0           | 34,1           |                | 75,0           | 8,5            | 1,5            |                |                | 17,0           |
| 1960/61                                                                                  | Детройт     | 77               |                  | 38,3             | 46,9             |                  | 75,3             | 14,4             | 2,5              |                  |                  | 23,6             | 5              |                | 30,8           | 35,1           |                | 69,6           | 9,2            | 4,4            |                |                | 11,2           |
| 1961/62                                                                                  | Детройт     | 79               |                  | 36,2             | 46,4             |                  | 76,8             | 12,6             | 2,4              |                  |                  | 19,9             | 10             |                | 37,8           | 42,3           |                | 82,7           | 9,6            | 2,3            |                |                | 20,0           |
| 1962/63                                                                                  | Детройт     | 79               |                  | 37,6             | 51,6             |                  | 79,8             | 11,5             | 2,9              |                  |                  | 22,7             | 4              |                | 40,8           | 37,5           |                | 85,2           | 10,5           | 2,8            |                |                | 17,8           |
| 1963/64                                                                                  | Детройт     | 77               |                  | 35,1             | 47,2             |                  | 80,9             | 10,1             | 2,7              |                  |                  | 21,6             | Не участвовал  | Не участвовал  | Не участвовал  | Не участвовал  | Не участвовал  | Не участвовал  | Не участвовал  | Не участвовал  | Не участвовал  | Не участвовал  | Не участвовал  |
| 1964/65                                                                                  | Вашингтон   | 80               |                  | 37,2             | 49,5             |                  | 80,1             | 10,9             | 2,6              |                  |                  | 19,2             | 9              |                | 38,9           | 51,5           |                | 75,7           | 11,7           | 2,1            |                |                | 20,8           |
| 1965/66                                                                                  | Вашингтон   | 78               |                  | 29,8             | 48,8             |                  | 73,0             | 9,9              | 2,0              |                  |                  | 17,5             | 3              |                | 31,3           | 46,0           |                | 72,7           | 10,0           | 0,7            |                |                | 18,0           |
| 1966/67                                                                                  | Бостон      | 81               |                  | 30,9             | 51,2             |                  | 74,1             | 8,4              | 1,3              |                  |                  | 20,0             | 9              |                | 26,8           | 48,4           |                | 66,7           | 7,3            | 0,6            |                |                | 15,3           |
| 1967/68                                                                                  | Бостон      | 82               |                  | 34,2             | 48,1             |                  | 72,7             | 9,8              | 1,6              |                  |                  | 19,8             | 19             |                | 31,4           | 51,1           |                | 69,2           | 7,7            | 1,2            |                |                | 18,1           |
| 1968/69                                                                                  | Бостон      | 78               |                  | 32,4             | 48,7             |                  | 73,5             | 8,8              | 1,8              |                  |                  | 19,7             | 18             |                | 30,6           | 48,9           |                | 71,9           | 6,6            | 1,1            |                |                | 15,0           |
| 1969/70                                                                                  | Бостон      | 82               |                  | 25,3             | 42,9             |                  | 76,3             | 6,7              | 1,5              |                  |                  | 12,6             | Не участвовал  | Не участвовал  | Не участвовал  | Не участвовал  | Не участвовал  | Не участвовал  | Не участвовал  | Не участвовал  | Не участвовал  | Не участвовал  | Не участвовал  |
| 1970/71                                                                                  | Филадельфия | 82               |                  | 19,4             | 47,2             |                  | 73,0             | 5,4              | 1,4              |                  |                  | 10,7             | 7              |                | 17,4           | 42,2           |                | 50,0           | 4,4            | 0,6            |                |                | 6,7            |
|                                                                                          | Всего       | 950              |                  | 32,2             | 48,0             |                  | 76,2             | 9,9              | 2,0              |                  |                  | 18,7             | 86             |                | 31,7           | 46,5           |                | 73,2           | 8,1            | 1,5            |                |                | 16,3           |
| Наведите курсор мыши на аббревиатуры в заголовке таблицы, чтобы прочесть их расшифровку. |             |                  |                  |                  |                  |                  |                  |                  |                  |                  |                  |                  |                |                |                |                |                |                |                |                |                |                |                |